# Emil Felix
Emil Felix (* 1875 in der Schweiz; † 1941 ebenda) war ein Schweizer Architekt, der ab 1909 (Aachen) bzw. spätestens 1922 (Köln) bis 1933 auch Büros in Deutschland unterhielt. Er trat vor allem hervor durch seine Bauten für die Zigaretten-Fabrikantenfamilie Neuerburg und die Deutsche Bank.

## Leben
Nach dem Studium der Architektur an der Technischen Hochschule München und der Technischen Hochschule Charlottenburg war Emil Felix zunächst städtischer Architekt in Berlin und anschließend in Lübeck.:831 Spätestens im Jahr 1907 hielt er sich in Aachen auf, wo er einerseits als Assistent des Hochschullehrers Simon an der Technischen Hochschule Aachen arbeitete und andererseits auch dessen Privatbüro leitete. Im Jahr 1909 machte er sich dann in Aachen selbständig. Zu Beginn der 1920er-Jahre wechselt Felix nach Köln, wo er bis 1933 ein Architekturbüro führte. Zusätzlich betrieb er auch noch ein Büro in Luzern. Emil Felix war Mitglied im Bund Deutscher Architekten (BDA), im Deutschen Werkbund (DWB), im Architekten- und Ingenieur-Verein zu Berlin:831 und in der „Erholungs-Gesellschaft Aachen 1837“. Zu dem Aachener Kunsthistoriker Max Schmid-Burgk pflegte er eine langjährige Freundschaft.:831
Emil Felix schuf für seine Bauherren schlossartige Anwesen, die in ihrer Art zu einer Zeit, als das Bauhaus und das Neue Bauen Erfolge feierten, anachronistisch wirkten.:104

## Werk
- 1909:–9999 Düsseldorf, Kapelle auf der Ausstellung »Christliche Kunst«[2]:831
- 1912–1913: Aachen, Kalverbenden 87, Israelitisches Altersheim[1][2]:831
- 1912–1913: Aachen, Elisabethstraße, Zentrale des Kartells der Auskunftei Bürgel GmbH[2]:831[1]
- 1913–1914: Aachen, Adalbertstraße 22–28, Kaufhaus Hammonia[1][2]:831
- vor 1914:–9 Aachen, Haus Direktor Ruoff[2]:831
- vor 1914:–9 Bernkastel, Deutsche Bank (Entwurf)[2]:831
- vor 1914:–9 Aachen, Friedrich-Wilhelm-Platz 15, Deutsche Bank[2]:831[1]
- vor 1914:–9 Aachen, Haus des Landgerichtspräsidenten Wette[2]:831
- vor 1914:–9 Aachen, Grabmal der Familie Fritz Neumann[2]:831
- um 1914:–9 Aachen, Wilhelmstraße 93, Haus Emil Felix[1]
- 1919:–9999 Köln, Altstadt-Nord, An den Dominikanern 13, Um- und Erweiterungsbau Deutsche Bank[2]:831[4]:5–13
- 1921–1929: Köln, Altstadt-Nord, Gülichplatz 3, Haus Neuerburg[2]:831[4]:45–52[5]
- 1922:–9999 Köln, Lindenthal, Dürener Straße 230, Deutsche Bank, Depositenkasse[2]:831[4]:14
- 1922:–9999 Köln, Mülheim, Adamstraße 52–56, Umbau Deutsche Bank[2]:831[4]:15
- um 1924:–9 Köln, Altstadt-Nord, Brückenstraße, Restaurant Fürstenberg[2]:831
- um 1924:–9 Bielefeld, Deutsche Bank[2]:831[4]:16–22
- um 1924:–9 Bocholt, Deutsche Bank[2]:831[4]:23–27
- um 1924:–9 Gütersloh, Deutsche Bank[2]:831[4]:28–30
- um 1924:–9 Krefeld, Umbau und Erweiterung Deutsche Bank[2]:831[4]:31–35
- um 1924:–9 Bonn, Umbau Deutsche Bank[2]:831[4]:36–37
- 1924–1925: Köln, Marienburg, Lindenallee 7, Villa für Heinrich Neuerburg[2]:378–383[3]:103–107[4]:53–60
- 1924–1925: Köln, Marienburg, Lindenallee 70, Villa Anton Paul Brüning, Direktor der Deutschen Bank[2]:442–444[3]:111–113[4]:61–71
- 1924–1925: Köln, Marienburg, Lindenallee 80, Chauffeur- und Garagenhaus zu der gegenüberliegenden Villa Lindenallee 51 des Hermann Neuerburg[2]:446
- 1924–1925: Köln, Marienburg, Lindenallee 51, Villa Hermann Neuerburg[2]:416–422[3]:110
- um 1925:–9 Soest, Umbau Deutsche Bank[2]:831[4]:41–42
- um 1925:–9 Stolberg, Umbau Deutsche Bank[2]:831[4]:43–44
- um 1925:–9 Altena, Umbau Deutsche Bank[2]:831[4]:38–39
- um 1925:–9 Idar, Umbau Deutsche Bank[2]:831[4]:40
- 1927:–9999 Einfamilienhausentwürfe in Muralitplattenbauweise für die Vereinigten Stahlwerke[2]:831
- 1928:–9999 Luzern, Wettbewerb für ein Konzert- und Kunsthaus, 5. Preis[2]:831
- 1930–1932: Köln, Marienburg, Goethestraße 84, Umbau einer Villa zu Pfarrzwecken mit finanzieller Förderung des Kirchenbauvereins durch Heinrich Neuerburg.[2]:257f[3]:218
- 1931:–9999 Köln, Altstadt-Nord, Konrad-Adenauer-Ufer, Hotelplanung »Du Nord« (nicht realisiert)[2]:831

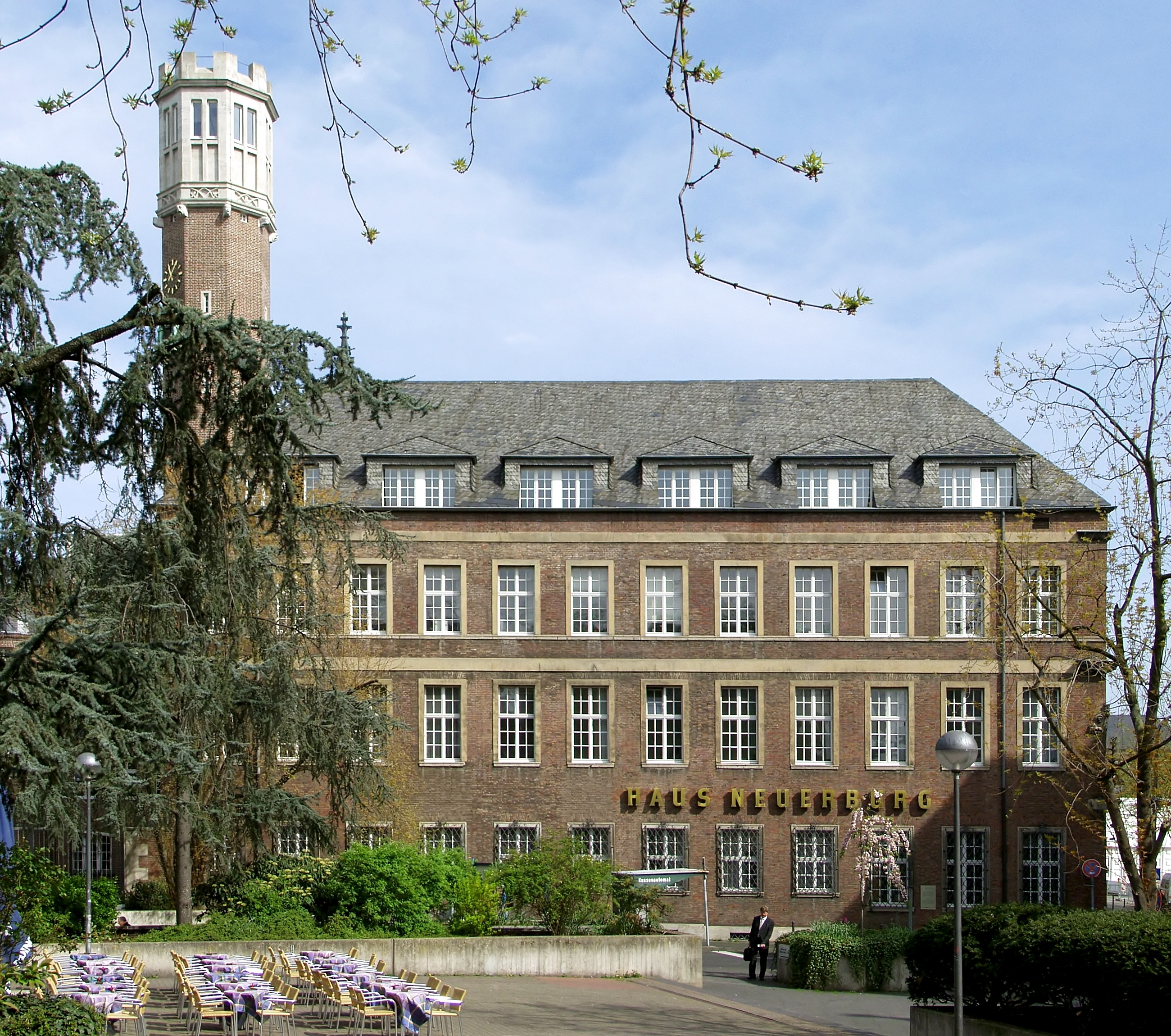
Haus Neuerburg in Köln, 2008
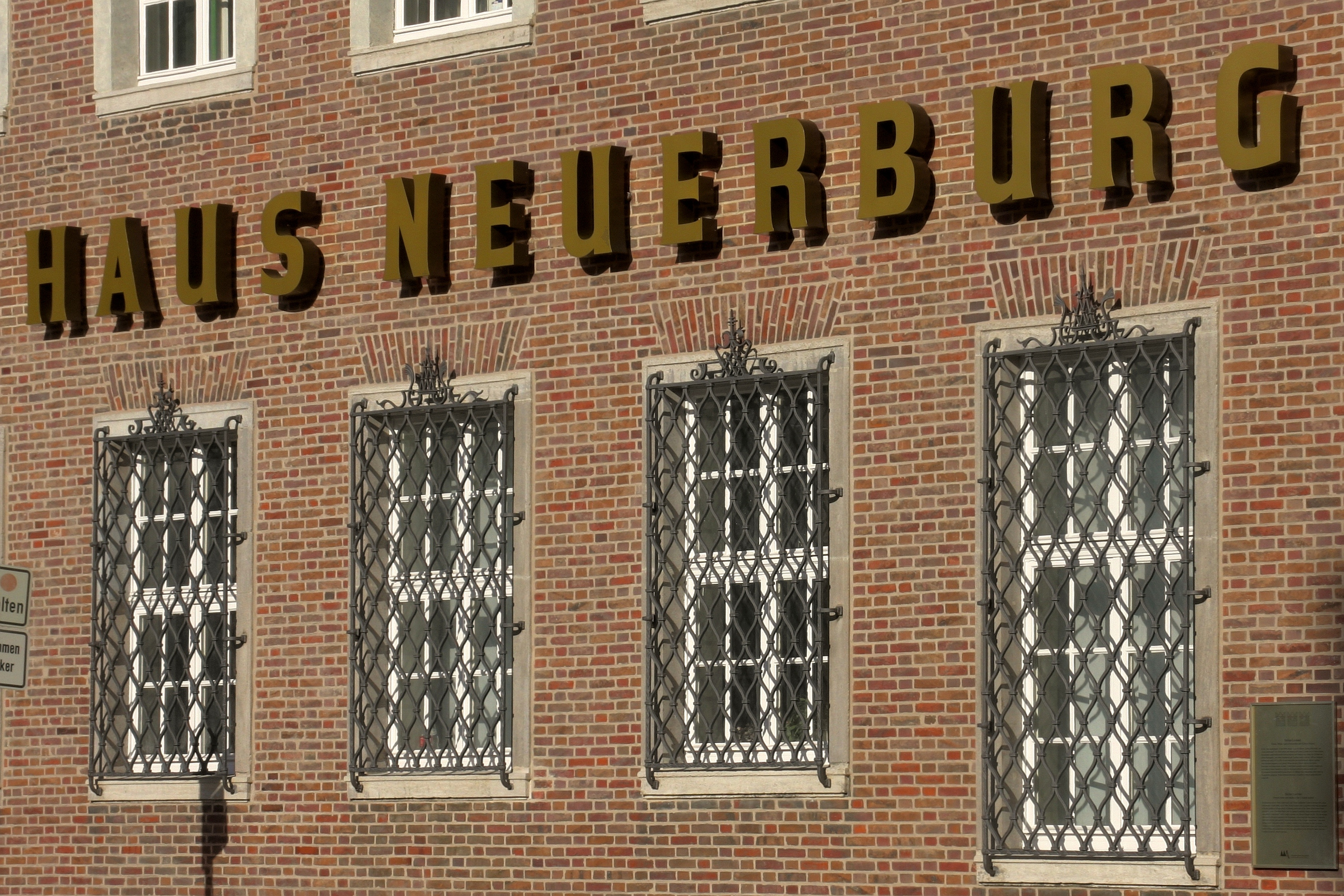
Haus Neuerburg in Köln, Schriftzug, 2011
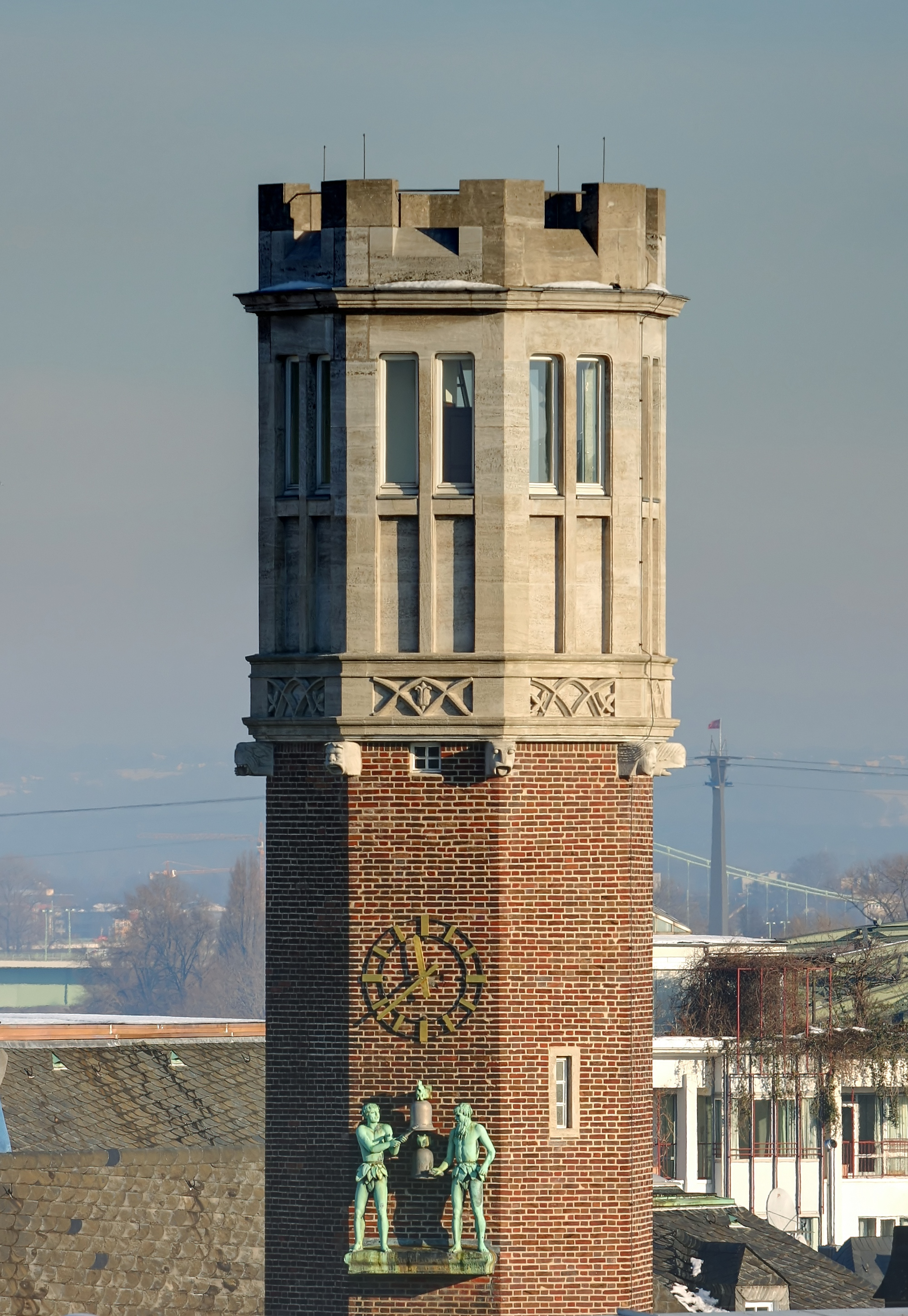
Haus Neuerburg in Köln, Turmspitze, 2010
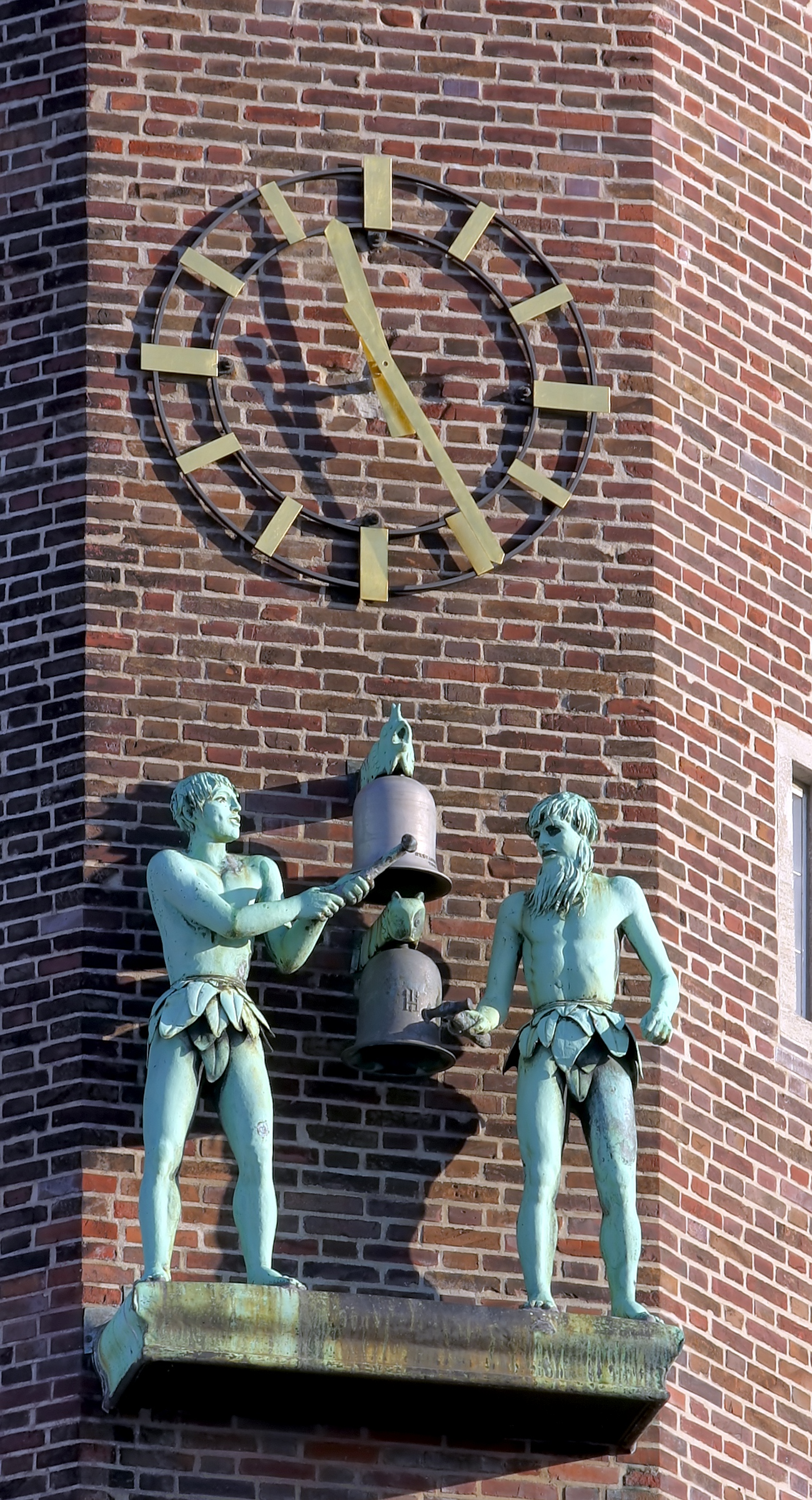
Haus Neuerburg in Köln, Turmdetail, 2010
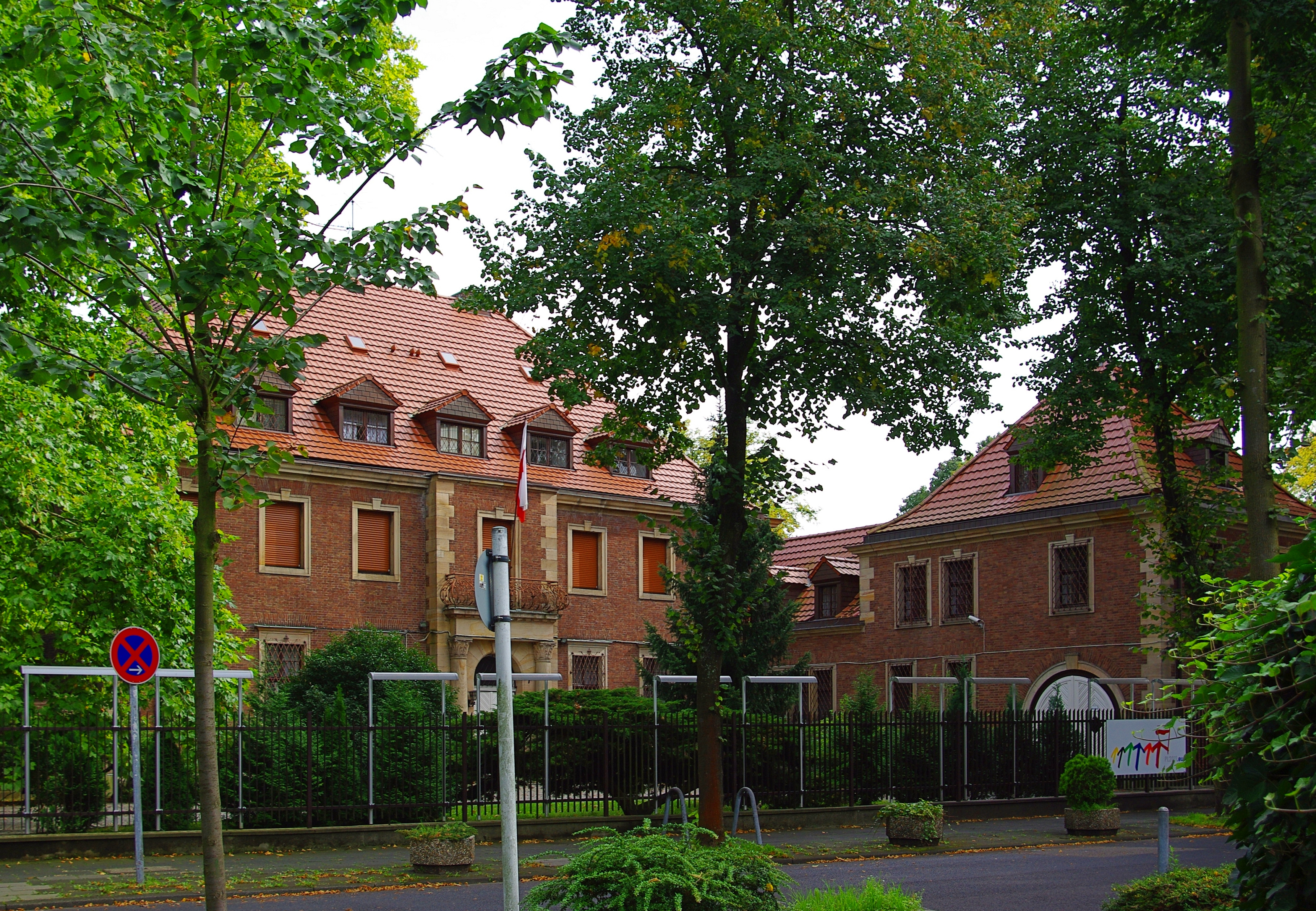
Haus Lindenallee 7 in Köln-Marienburg, 2011